# FK Loko Praha
FK Loko Praha je český fotbalový klub z Prahy hrající v sezóně 2024/25 Českou fotbalovou ligu. 
Do června roku 2024 nesl jméno FK Loko Vltavín, které měl od přejmenování z Lokomotiva Praha v roce 2005, původně vznikl jakožto SK Praha VII. Založen byl roku 1898 a patří tak mezi 9 nejstarších českých fotbalových klubů. Za první republiky v tehdy druhé nejvyšší soutěži divizi. Po druhé světové válce se pohyboval mezi I.A třídou a pražským přeborem. V roce 2003 postoupil do divize a následně i do ČFL. Největšího úspěchu klub dosáhl v sezóně 2012/2013 kdy ČFL vyhrál a z prvního místa postoupil do 2. ligy

## Historie
O počátcích klubu neexistují písemné záznamy. Vznikl na území Holešovic a uvádí se, že k jeho zakladatelům patřili dělníci železničních dílen v Bubnech, ovšem i jiní holešovičtí obyvatelé. Klub vznikl pod názvem SK Praha VII. Jeho barvy byly původně modrobílé, později zelenobílé (tak je tomu dodnes). Zpočátku neměl vlastní hřiště a hrál nejčastěji ve Stromovce. Roku 1901 klub získal své první hřiště, před Mahlerovou přádelnou. Po sporech uvnitř klubu část členů odešla a založila SK Olympia Praha VII. Mezi oběma kluby pak dlouho panovala značná rivalita.
První písemný doklad o činnosti klubu pochází z roku 1906. O rok později vstoupil do Českého svazu fotbalového. Nejlepší hráč SK Praha VII V. Zíd byl roku 1910 vybrán do reprezentačního amatérského mužstva Čech, které nastoupilo v památném zápase proti amatérům Anglie. Do dějin českého fotbalu se "sedmička" zapsala též jako účastník dvou prvních oficiálních mistrovství - Mistrovství Českého svazu fotbalového 1912 a Mistrovství Českého svazu fotbalového 1913. V prvním ročníku klub skončil druhý ve tříčlenné skupině Čechy B, ve druhém šestý v osmičlenné skupině, když získal 5 bodů. Před válkou za SK Praha VII nastupoval i jeden z nejslavnějších hráčů z počátků české kopané - Antonín Janda-Očko, který se později proslavil v dresu "železné Sparty" první poloviny 20. let (do SK Praha VII se vrátil ještě na sklonku kariéry).
Po první světové válce klub získal nové hřiště u holešovických jatek, po regulaci Vltavy roku 1925 ho však musel opustit. Získal nové v Bubenči, to však musel postoupit roku 1940 německému klubu Sportbrüder. Od té doby začala anabáze po mnoha pražských hřištích. Roku 1948 se klub sloučil s Unionem Praha VII, roku 1954 se ZJ Spartak Křižík Holešovice. Roku 1955 spojila místní družstva jednota TJ Dynamo Praha 7 - doprava, později přejmenována na TJ Lokomotiva Praha. V té době se začal konečně řešit i problém vlastního stadionu, stadion Karla Aksamita, kde roku 1956 vzniklo fotbalové hřiště a kde klub sídlí dodnes. I když klub hrál v nižších soutěžích, jeho dres na sklonku svých kariér oblékli i slavní fotbalisté jako Josef Bican či Václav Migas. Roku 2002 začal tým stoupat v systému ligových soutěží. Roku 2005 byl přejmenován na FK Loko Vltavín. Roku 2009 klub postoupil do třetí nejvyšší soutěže - ČFL. Stadión U Průhonu měl v té době kapacitu 1500 sedících diváků.
Největšího úspěchu klub dosáhl v sezóně 2012/2013 kdy Českou fotbalovou ligu vyhrál a postoupil do 2. ligy. Zde však klub skončil na 16., tedy posledním a sestupovém místě a spadl tedy zpět do ČFL.
V následující sezóně ČFL klub skončil na 6. místě. V tomto období klub FK Viktoria Žižkov z finančních důvodů opustil 2. nejvyšší soutěž a tak měly z ČFL postoupit 2 týmy. Vítěz soutěže FC Bohemians Praha postup odmítl, ten byl tak nabídnut mimo jiné také Vltavínu; který však rovněž odmítl postup, a v další sezóně tak bude znovu hrát ČFL; a nabídku nakonec přijal pouze FK Slavoj Vyšehrad.

## Soupiska
| #  | Pozice | Hráč               |
| -- | ------ | ------------------ |
| 1  | B      | Patrik Štorc       |
| 7  | Z      | Lukáš Veselý       |
| 9  | Z      | Ondřej Sprinz      |
| 20 | O      | David Čejda        |
| 15 | O      | David Matějka      |
| 18 | Ú      | Carlo Maria Maione |

| #  | Pozice | Hráč                 |
| -- | ------ | -------------------- |
| 22 | Z      | Adam Kokeš           |
| 23 | Z      | Dominik Tichý        |
|    | O      | Adam Boček           |
|    | O      | František Rott       |
|    | O      | Sebastien Placathose |
|    | Z      | Matej Janyík         |